# Флаг Гайаны
Госуда́рственный флаг Гайа́ны — один из государственных символов Гайаны, принят 26 мая 1966 года.

## Описание
На зелёном поле (символизирует природу и сельское хозяйство Гайаны) треугольник красного цвета (упорство и динамичный характер народа в строительстве независимого государства) с чёрной окантовкой (стойкость народа страны перед трудностями) у основания флага, вписанный в треугольник золотого цвета (богатство минеральных ресурсов) с белой окантовкой (реки и водные ресурсы страны), символизирующий стрелу.

## Исторические флаги

1875 — 1906
1906 — 8 декабря 1954
8 декабря 1954 — 26 мая 1966
Флаг Гражданской Авиации Гайаны
Президентский Штандарт 1970-1980,2015-
Президентский Штандарт 1980-1985
Президентский Штандарт 1985-1992
Президентский Штандарт 1992-1997